# Awesome Kong
Kia Michelle Stevens (* 4. September 1977 in Carson, Kalifornien), besser bekannt unter ihren Ringnamen Awesome Kong und Kharma in der WWE, ist eine ehemalige US-amerikanische Wrestlerin. Zu einem ihrer größten Erfolge zählt der zweifache Erhalt der TNA Knockouts World Championship.

## Biografie

### Independent-Ligen (2002–2017)
Stevens trainierte in der Wrestlingschule der Empire Wrestling Federation und im AJW Dojo, in Japan. In Japan trat Stevens als Amazing Kong bei GAEA Japan (einer reinen Frauen-Promotion) auf. Dort bildete sie mit Aja Kong ein Tag Team. Mit dieser gewann Stevens 2004, den AAAW Tag Team Titel. Es folgten verschiedene Verpflichtungen in Japan (z. B. OZ Academy, HUSTLE oder Pro Wrestling ZERO1-MAX), ehe verschiedene Promotions in den USA auf Stevens aufmerksam wurden. Ihren ersten Auftritt in den USA hatte Stevens bei National Wrestling Alliance Pro Wrestling. Stevens trat auch mehrfach bei SHIMMER und Women Superstars Uncensored auf. Bis ins Jahr 2007 folgten noch verschiedene Verpflichtungen in Japan, USA und Europa. Ihren ersten Auftritt nach der TNA-Entlassung hatte Stevens bei Purks International Championship Wrestling. Es folgten verschiedene Verpflichtungen in Amerika (z. B. Ring of Honor, Women Superstars Uncensored oder EVOLVE Wrestling).

### Total Nonstop Action Wrestling (2007–2010)

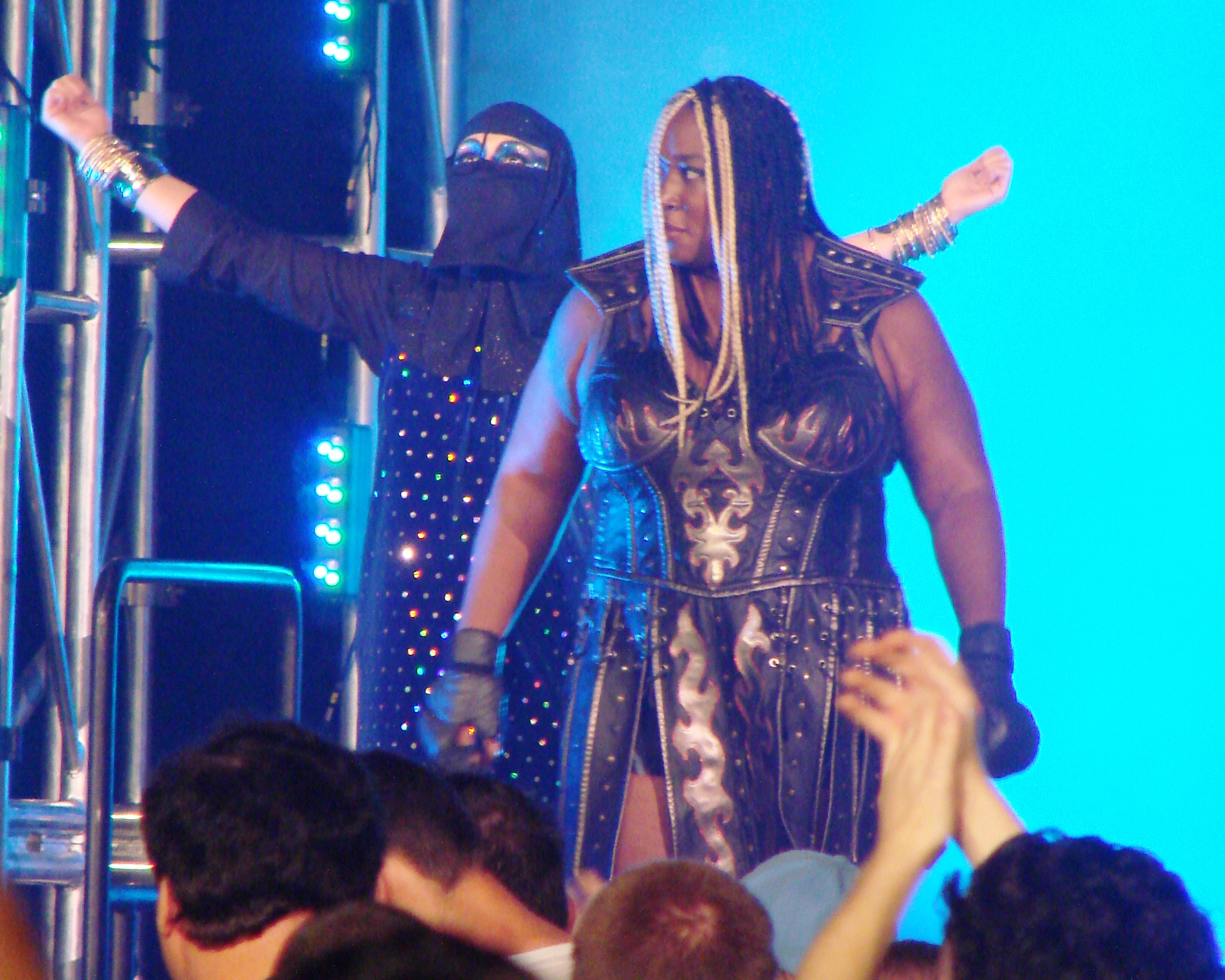
Stevens bei einem TNA Event, 2008

Am 25. September 2007 gab Stevens ihr Debüt bei TNA als Amazing Kong. Wenig später trat sie als Awesome Kong auf. Am 7. Januar 2008 gewann Stevens den TNA Women’s Knockout Titel von Gail Kim. Diesen Titel gab Stevens am 24. Juni 2008 an Taylor Wilde ab. Nach dem Titelverlust begann Stevens eine Fehde gegen Wilde. Am 23. Oktober 2008 gewann Stevens den Titel von Wilde zurück.  Bei TNAW Lockdown 2009 am 19. April 2009 gab Stevens den Titel an Angelina Love ab. Ab Dezember 2009 bildete Stevens mit Hamada ein Tag Team. Zusammen mit Hamada gewann Stevens die TNA Knockout Tag Team Championship von Sarita und Taylor Wilde. Im Februar 2010 kam es zu einer Backstage-Auseinandersetzung zwischen Stevens und Bubba The Love Sponge, einem Freund von Hulk Hogan. Sponge machte abfällige Kommentare gegenüber Haiti (dort gab es im Januar ein schweres Erdbeben). Nach dieser Auseinandersetzung reichte Stevens ihre Kündigung ein. Die TNA-Offiziellen lehnten dies aber ab. Später klagte Stevens gegen Sponge. Stevens beschwerte sich im Februar außerdem über die niedrigen Löhne, die sie und die anderen Wrestlerinnen bei TNA erhielten. Stevens weigerte sich bei der UK-Tour von TNA anzutreten und wurde daraufhin suspendiert. Am 1. März 2010 wurde sie dann entlassen.

### WWE (2010–2012)
Im Dezember 2010 wurde bekannt gegeben, dass Stevens einen Vertrag mit der WWE abgeschlossen hat, wo sie am 1. Mai 2011 offiziell bei Extreme Rules als Kharma debütierte. Am 30. Mai 2011 verkündete Stevens bei RAW, dass sie schwanger sei und auf Grund ihrer Risikoschwangerschaft ca. ein Jahr pausieren wird. Beim Royal Rumble am 29. Januar 2012 kehrte Stevens zunächst einmalig zurück und nahm als dritte Frau überhaupt am gleichnamigen Match teil. Im Juli 2012 bestätigte Stevens via Twitter, dass sie nicht mehr bei der WWE unter Vertrag steht.

### Außerhalb des Wrestlings
Am 30. Mai 2011 verkündete Stevens, dass sie schwanger sei und auf Grund ihrer Risikoschwangerschaft ca. ein Jahr pausieren wird. Später wurde bekannt, dass sie im Dezember 2011 eine Fehlgeburt erlitt und das Kind verlor.
Stevens spielte von 2018 bis 2019 Tammé „The Welfare Queen“ Dawson in der Netflix-Serie GLOW, die von der Frauen-Wrestling-Liga, Gorgeous Ladies of Wrestling, inspiriert wurde.

## Titel und Auszeichnungen

### Titel
- All Japan Women’s Pro-Wrestling
  - 1× WWWA World Single Champion

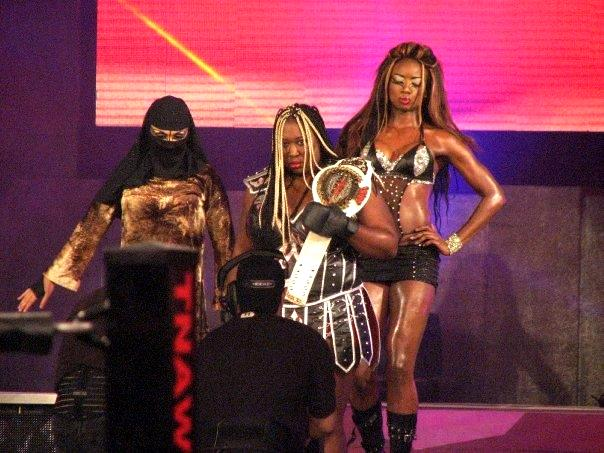
Stevens ist eine zweimalige TNA Knockouts Champion

  - 1× WWWA World Tag Team Champion mit Aja Kong

- AWA Superstars of Wrestling
  - 1× AWA World Women’s Champion

- Continental Championship Wrestling
  - 1× CCW Alabama Women's Champion

- Gaea Japan
  - 1× AAAW Tag Team Champion mit Aja Kong

- Funkin' Conservatory
  - 2× BANG Women's Champion

- Hustle
  - 1× HUSTLE Super Tag Team Champion mit Erica

- Ladies Legend Pro-Wrestling
  - 1× LLPW Tag Team Champion mit Eagle Sawai

- National Wrestling Alliance
  - 1× NWA World Women’s Champion

- NEO Japan Ladies Pro Wrestling
  - 2× NEO Tag Team Championship jeweils 1× mit Haruka Matsuo und Kyoko Kimura

- Pro Wrestling World-1
  - 1× World-1 Women's Champion
  - 1× Zero-1 Mac Women's Champion

- Resistance Pro Wrestling
  - 1× RPW Women's Champion

- Total Nonstop Action Wrestling
  - 2× TNA Knockouts Champion
  - 1× TNA Knockouts Tag Team Champion mit Hamada

### Auszeichnungen
- All Japan Women’s Pro-Wrestling
  - 2003: Japan Grand Prix Sieger
  - 2003: MMC Cup New Year Tournament Sieger

- ChickFight
  - 2007: ChickFight IX Sieger

- Empire Wrestling Federation
  - 2017: Aufnahme in die Hall Of Fame

- Oz Academy
  - 2004: Iron Woman Tag Tournament Sieger mit Chikayo Nagashima

- Pro Wrestling Illustrated
  - 2008: Platz 1 der Top 50 Wrestler im PWI Female 50

- Total Nonstop Action Wrestling
  - 2015: Queen of the Knockouts
  - 2016: Knockouts Gauntlet for the Gold Sieger
  - 2021: Aufnahme in die Hall of Fame